# Västerhavsveckan
Västerhavsveckan är en årligen återkommande temavecka för havsmiljön i Västra Götaland. Under Västerhavsveckan samarbetar Västra Götalandsregionen (VGR) med universitet, organisationer, institutioner och företag för att lyfta havsmiljöfrågor och väcka intresse för ett hållbart nyttjande av havets resurser. Västerhavsveckan genomfördes första gången 2008. Sedan 2010 genomförs den varje år. Under veckan arrangeras bland annat olika aktiviteter för barn och vuxna, och föreläsningar, seminarier och debatter om havsmiljöfrågor för allmänheten. Göteborgs universitet, Sveriges Lantbruksuniversitet, Chalmers tekniska högskola, Havets hus, Sjöfartsmuseet Akvariet och Havs- och vattenmyndigheten är några som bidrar med kunskap.
Västerhavsveckan är ett initiativ av Västra Götalandsregionens miljönämnd, sedan 2023 miljö- och regionutvecklingsnämnden som på detta sätt uppmärksammar Västerhavets betydelse. Syftet är att öka intresset för havsmiljöfrågor och uppnå ett hållbart nyttjande av havets resurser.